# Jardines del Real
Los jardines del Real, también llamados jardín de Viveros, son un parque público urbano de España situado en la ciudad de Valencia. 
Toman su nombre del palacio Real situado en su interior hasta 1810, correspondiendo su otra denominación de Viveros al nombre de «huerta de Vivel» con el que se conoció en el pasado y que hacía referencia a una laguna, o vivero, que le suministraba agua de riego.

## Historia
Este parque tiene su origen en los huertos asociados a la almunia, o palacio de recreo, mandado construir por los reyes de la taifa de Valencia y ampliados posteriormente. 
Los jardines fueron utilizados ya como viveros al menos desde 1560, cuando Felipe II les encomendaba una gran cantidad de naranjos y limoneros para embellecer los jardines de su palacio de Aranjuez.
La almunia, transformada en palacio Real a partir del siglo XIV, desapareció en 1810 procediéndose en 1814 a amontonarse sus restos formando dos montículos y plantarse diversas especies vegetales ornamentales por iniciativa de Francisco Javier Elio, capitán general de Valencia. Tras esa plantación original en los años siguientes fueron otras áreas del parque las que fueron embellecidas con la creación de parterres para la Escuela de agricultura de la ciudad.

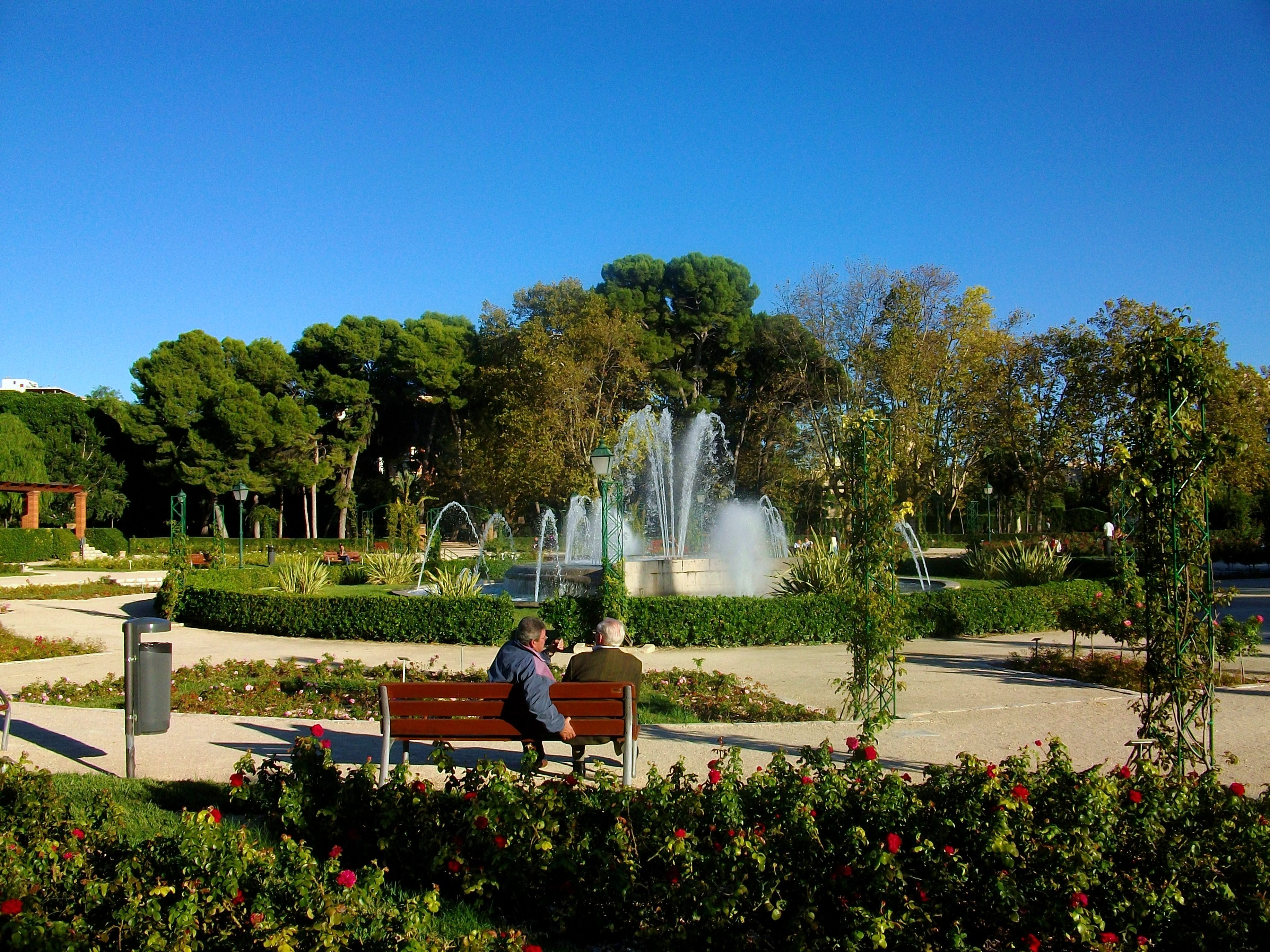
Rosaleda Dr. López Rosat en el interior de los jardines

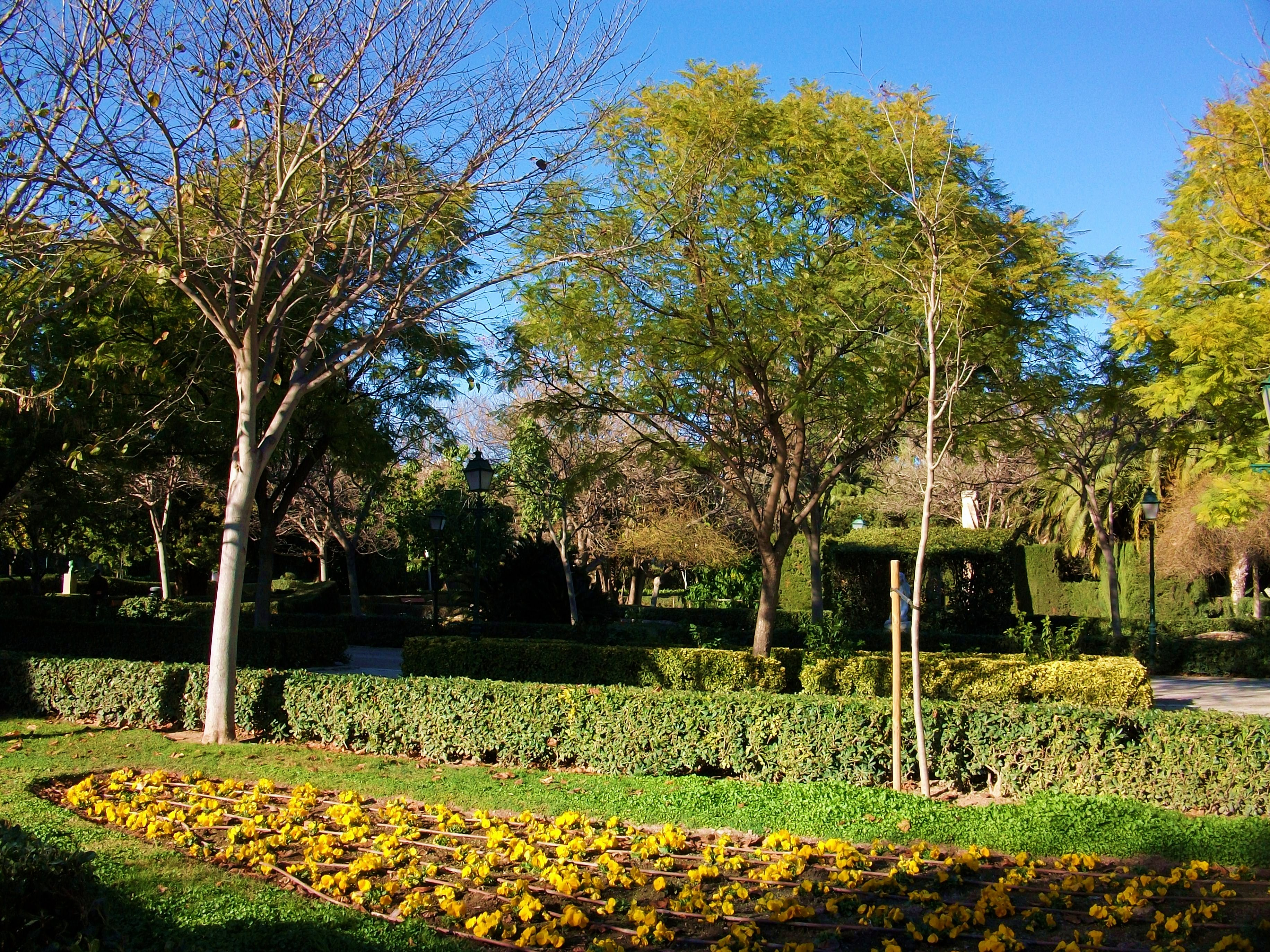
Vista del jardín

En 1869 el Patrimonio Real cedió los jardines a la Diputación Provincial de Valencia y ésta a su vez los cedió en 1903 al Ayuntamiento de la ciudad para su explotación como vivero municipal. Parte de los jardines fueron vendidos para la creación de huertas de propiedad privada. A lo largo del siglo XX comenzó a acondicionarse la zona para su uso público como jardín de recreo. Entre otras actuaciones se cerró parte de su perímetro con la verja de hierro forjado procedente del jardín de la Glorieta en 1926, al tiempo que se emplazaron en los jardines una gran cantidad de estatuas conmemorativas, fuentes y surtidores. Se plantaron en ese momento las principales especies presentes en la actualidad con colecciones de begonias, cactus, claveles y otras flores; quentias, ficus, araucarias, pinsapos, cipreses, helechos, ágaves, chumberas, azaleas, rododendros, cocos, dracenas, extralixis, Colocasias, paudanes, palmeras, tarays, plátanos americanos y un largo etcétera.
En el interior del parque se sitúa el Museo de ciencias naturales de Valencia, un edificio racionalista obra de Luis Gay Ramos, con una amplia colección de fósiles, una de las entradas al Museo de Bellas Artes que da al Patio del Embajador Vich, y los restos arqueológicos sacados a la luz en unas excavaciones llevadas a cabo en 2009 del antiguo palacio Real.
En 2014, aún estaba pendiente la ampliación correspondiente a los terrenos del antiguo Zoo de Valencia, trasladado en 2007 y que ocupaba su zona occidental. La zona del Viejo zoo ya ha sido remodelada con un parque infantil, una jaula amplia donde se pueden ver los pavos reales y una biblioteca municipal.

Fuentes y estanques del parque
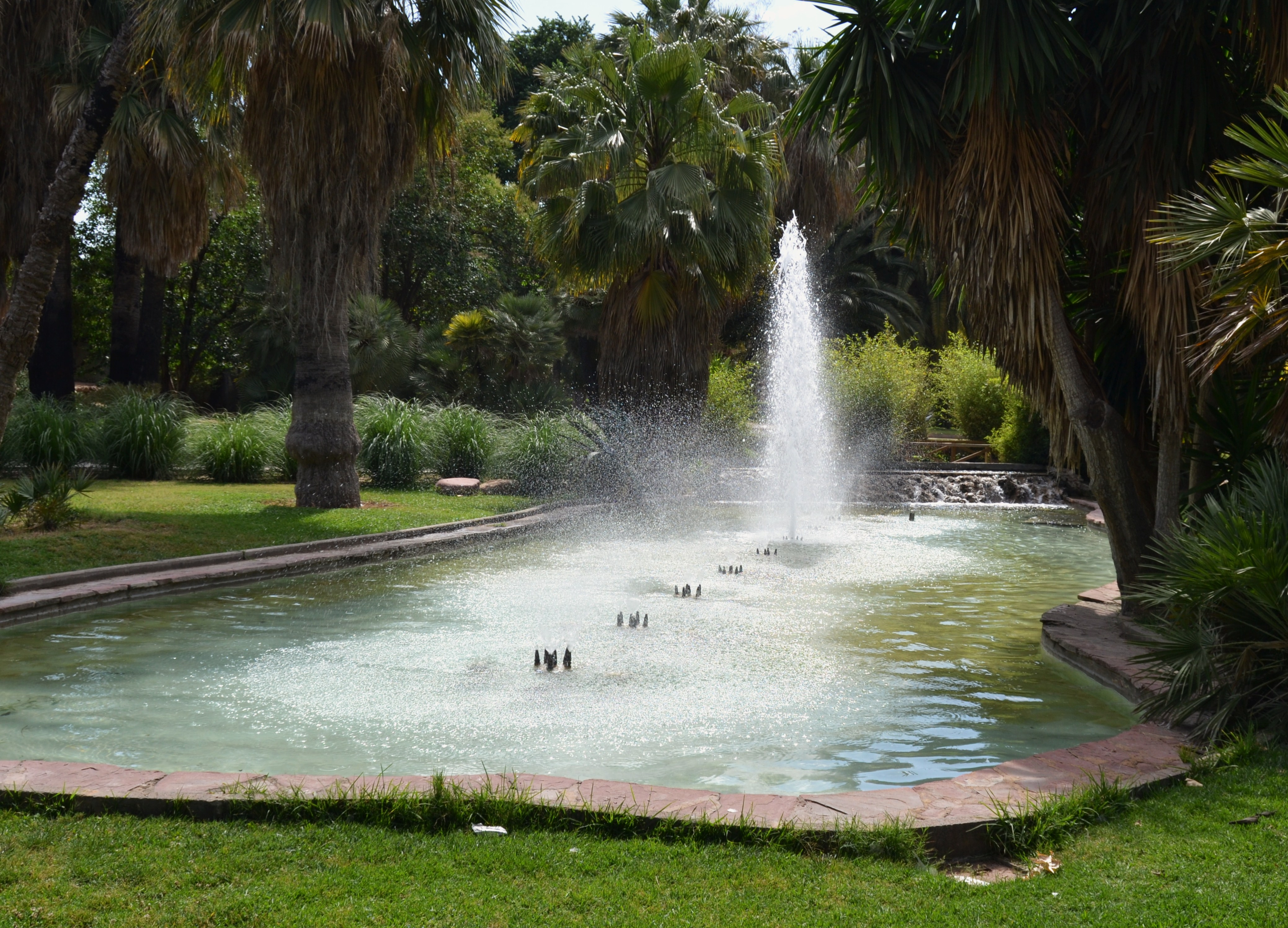
Estanque
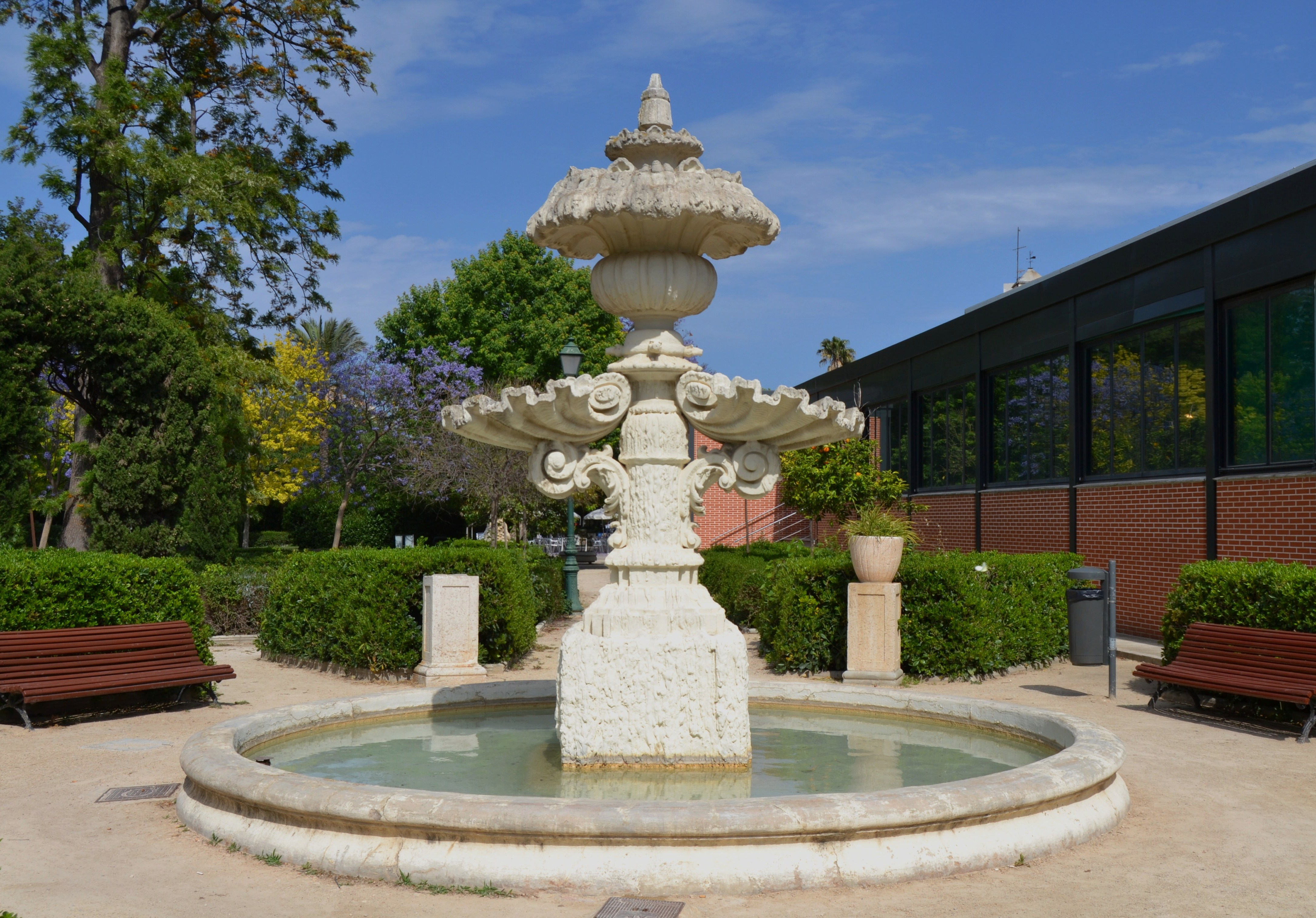
Fuente
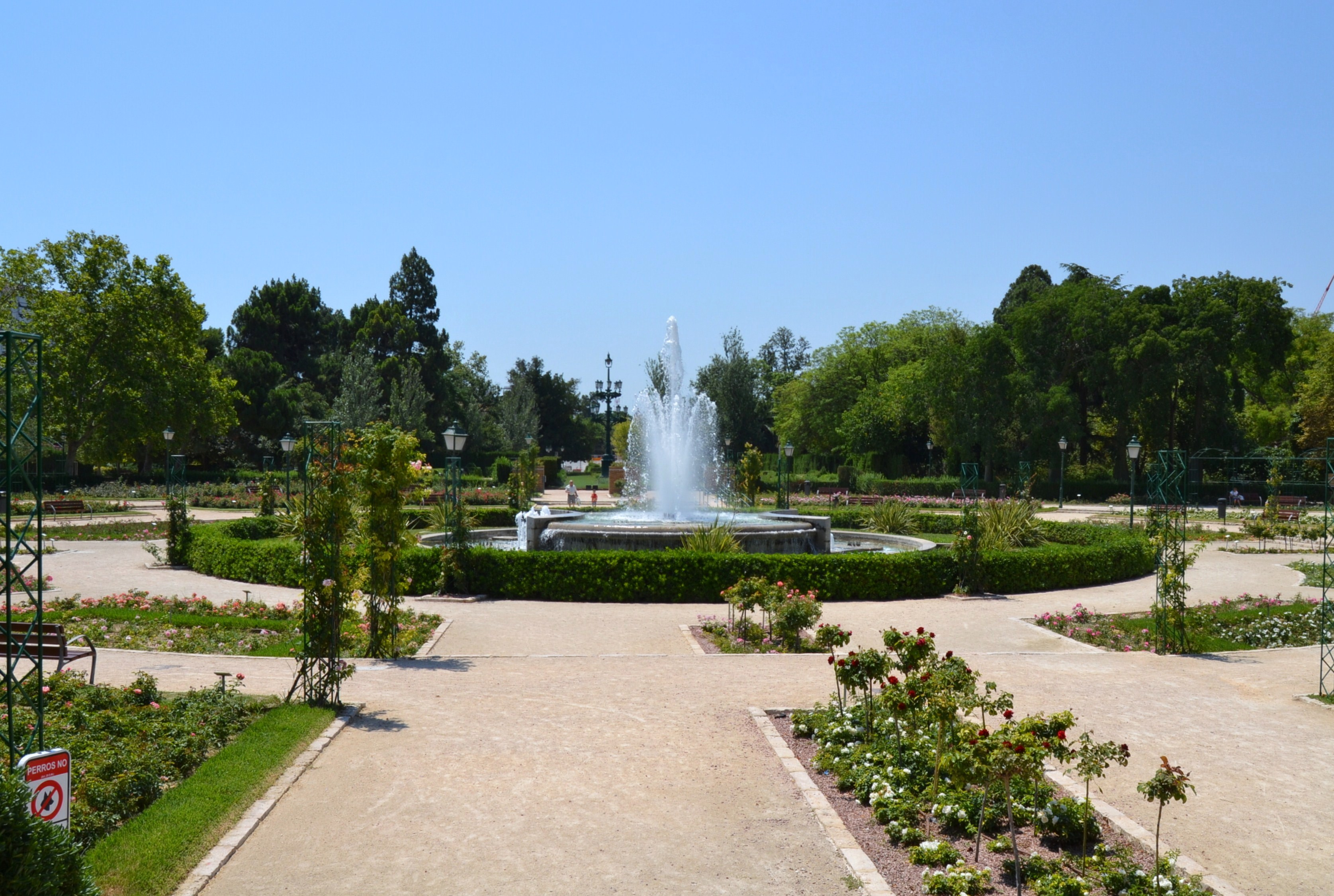
Rosaleda
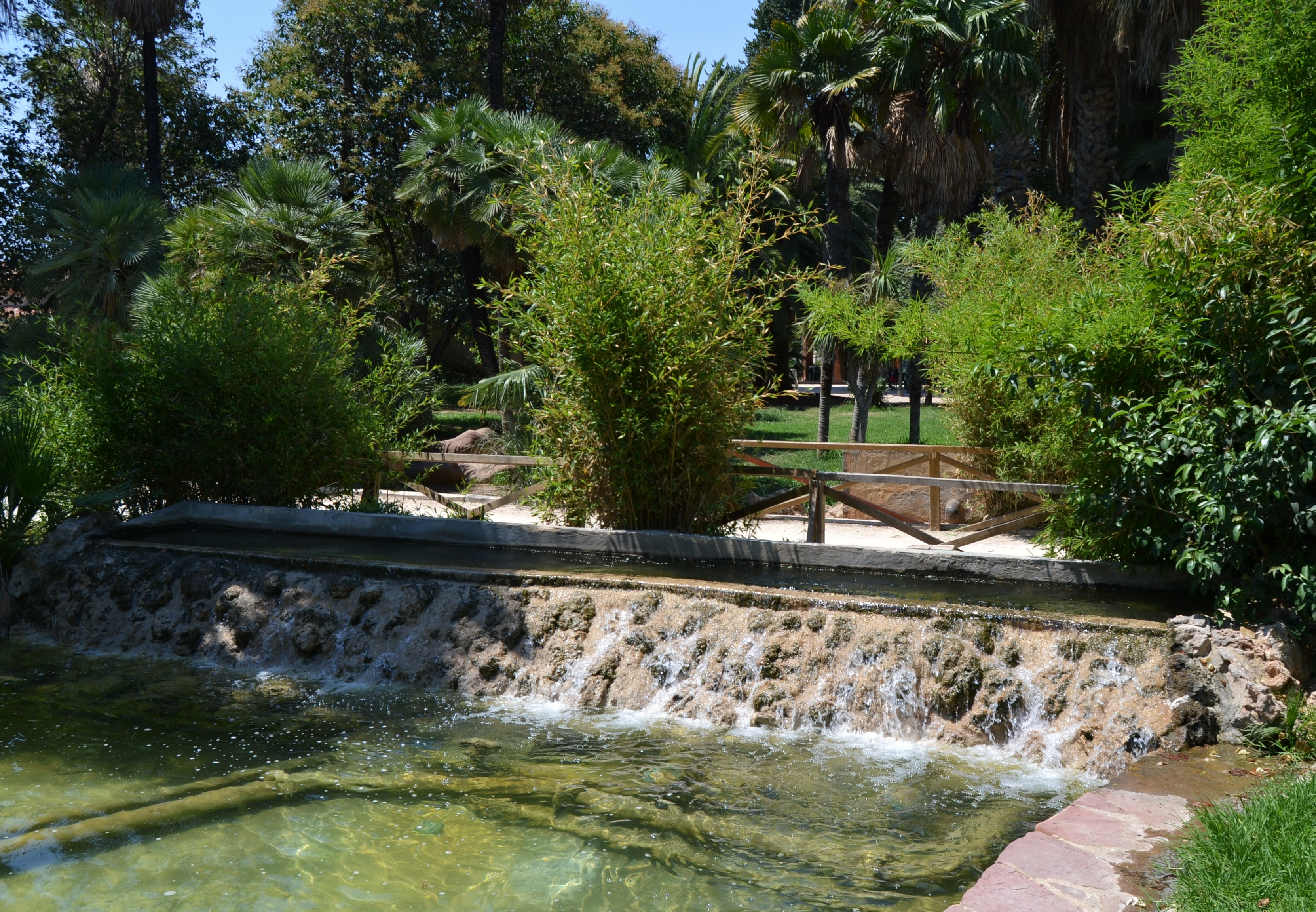
Cascada

Edificaciones del parque
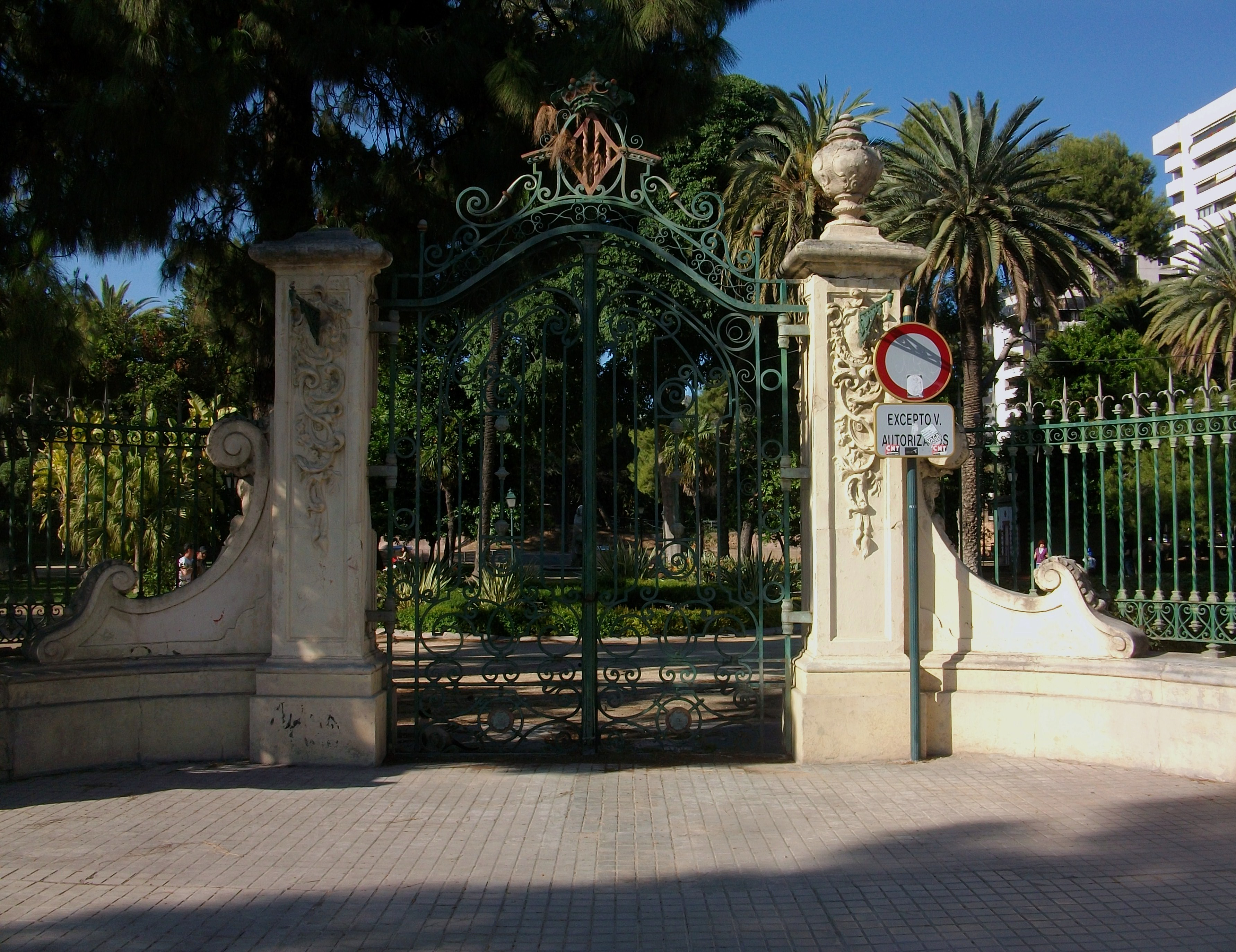
Puerta de entrada
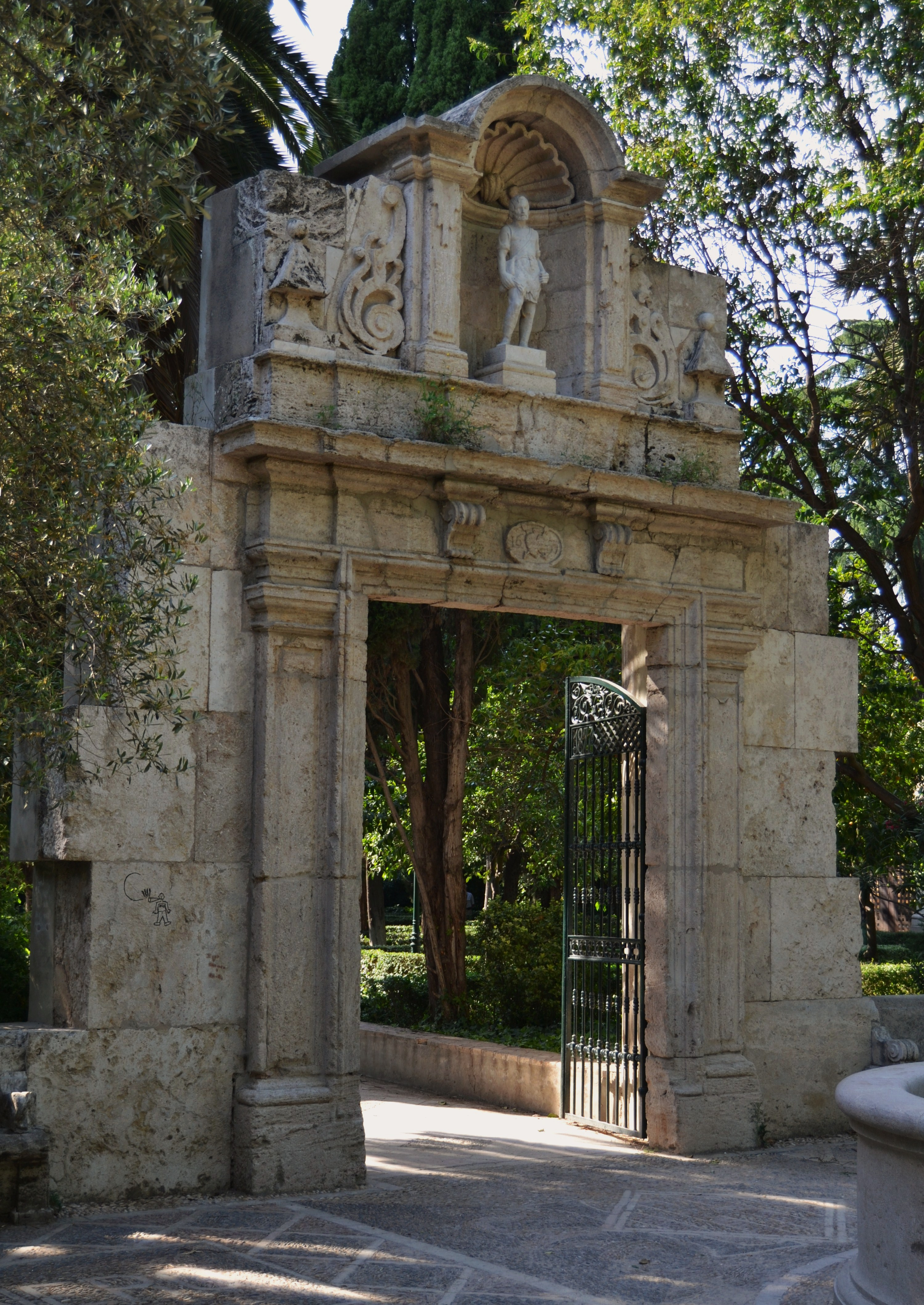
Portalada del convento de San Julián
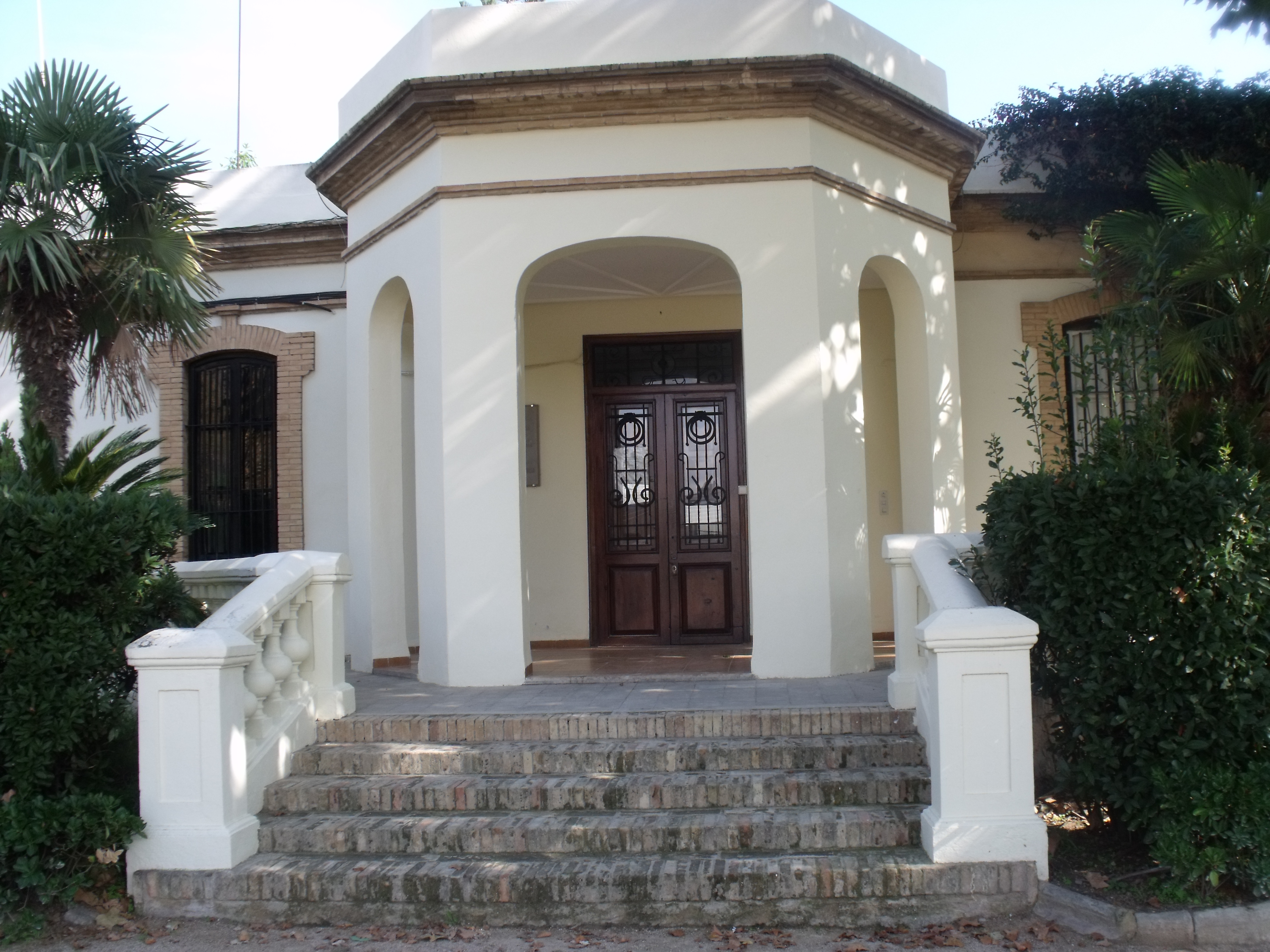
Casa del jardinero mayor
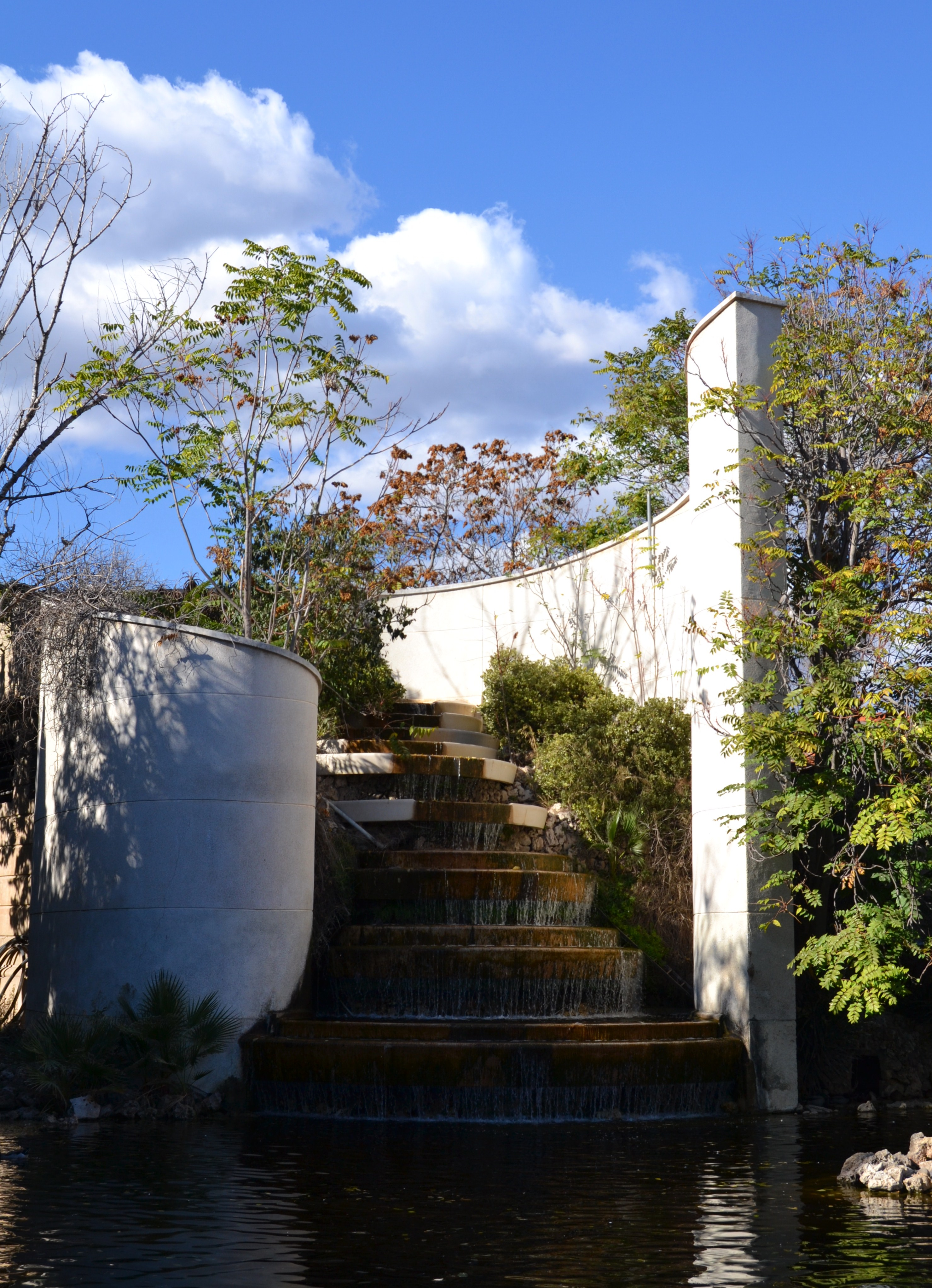
Cascada

Esculturas del parque
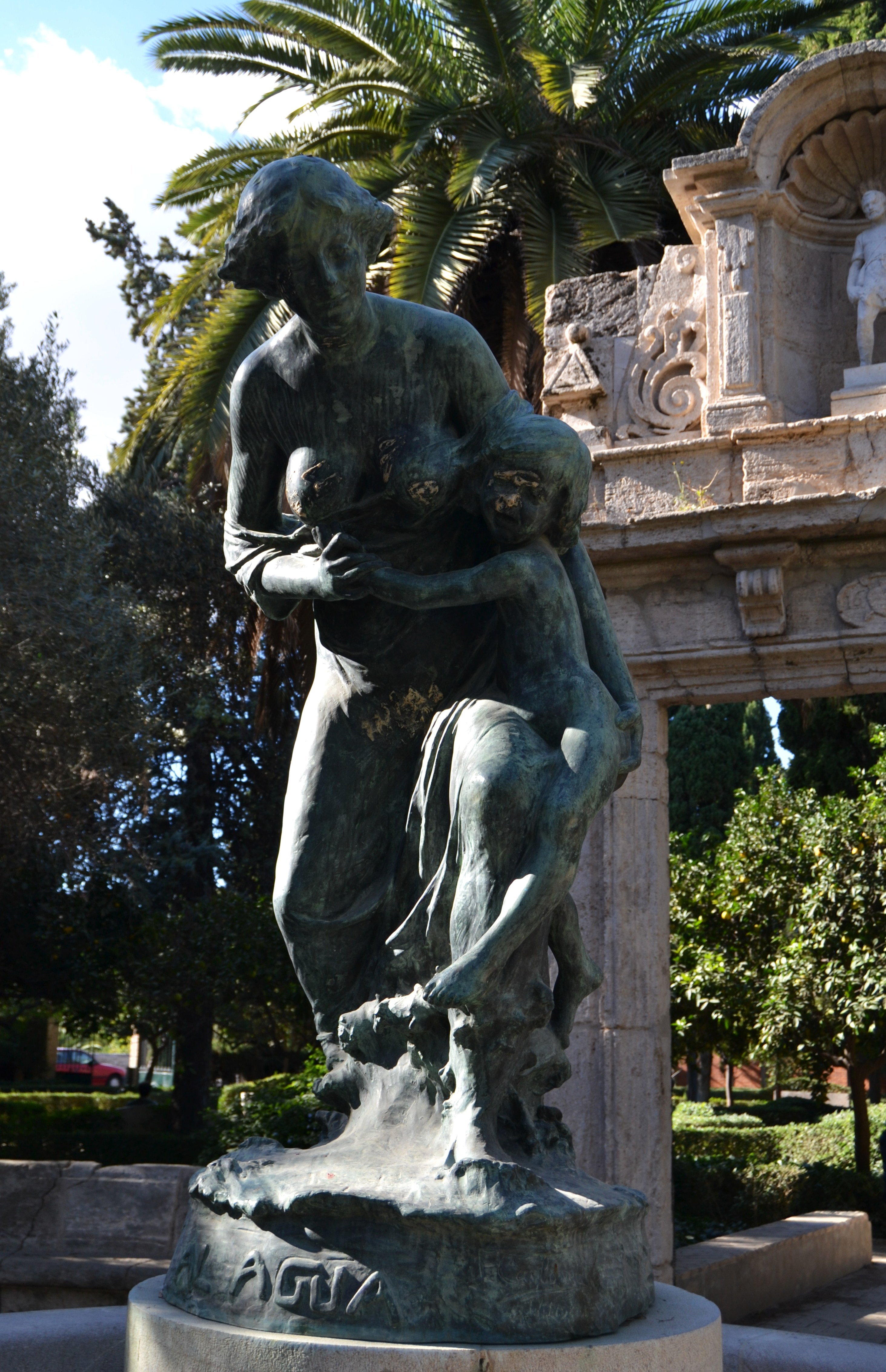
A l'aigua
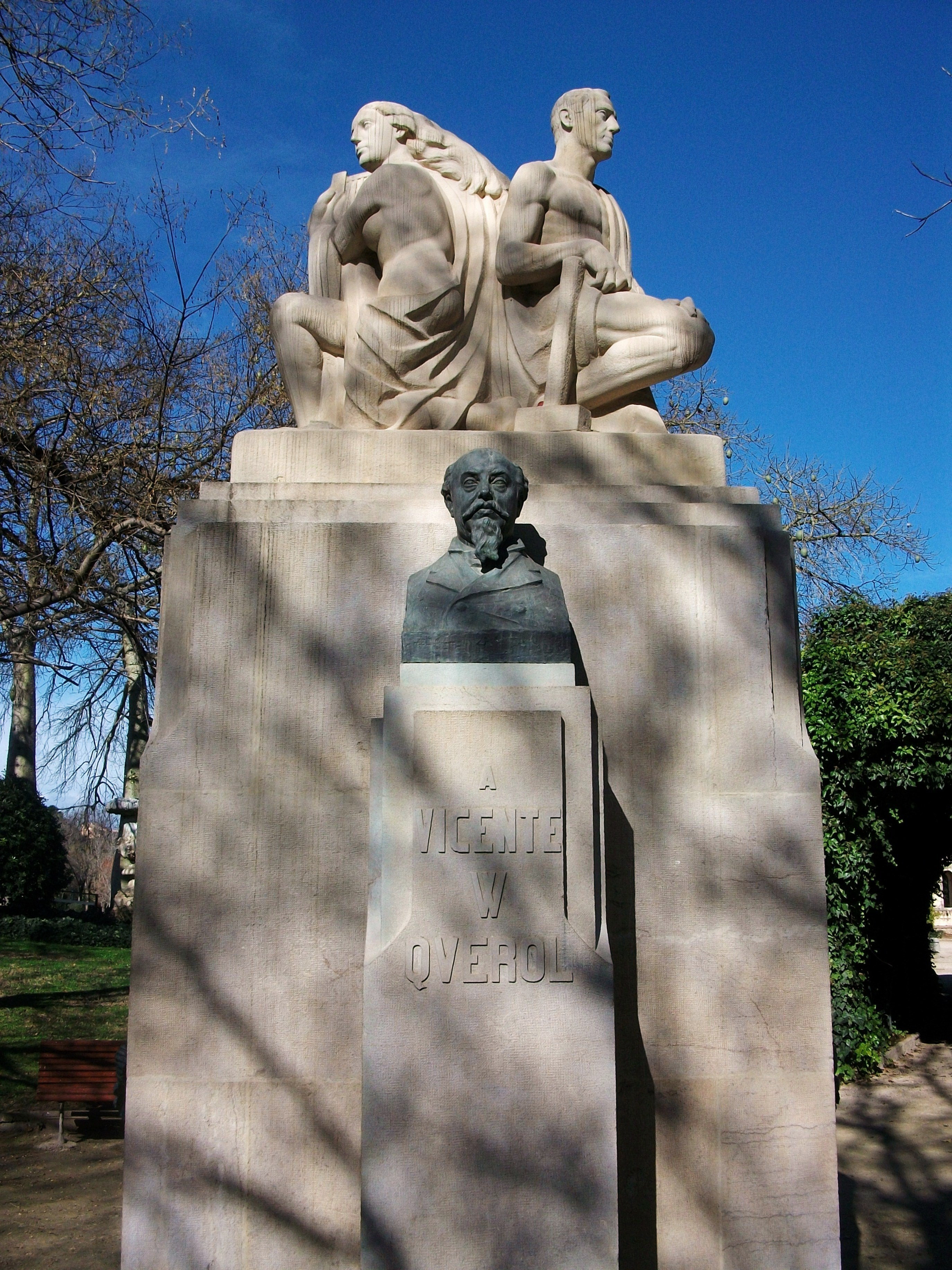
Monumento al poeta Vicent Wenceslau Querol
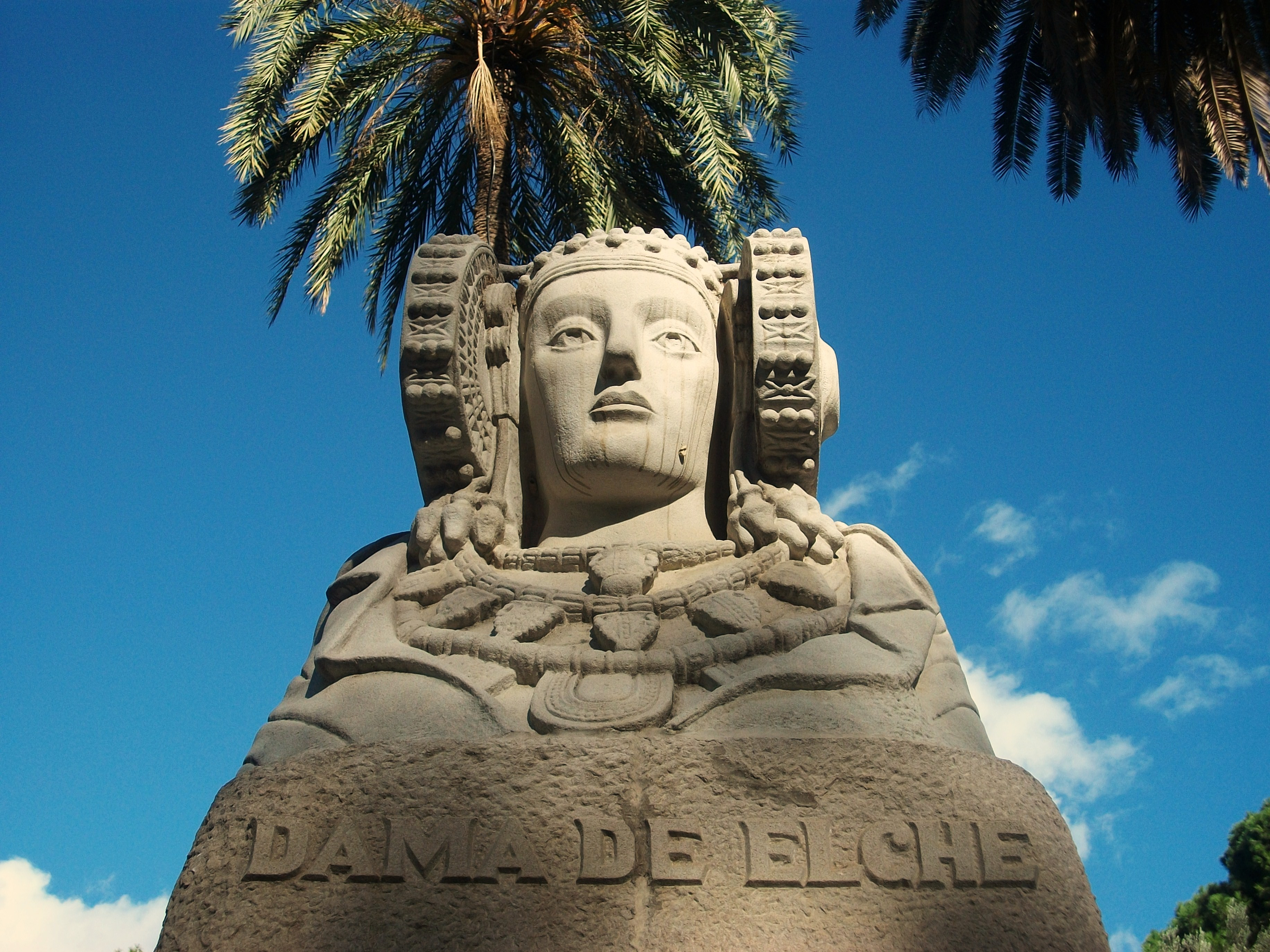
Dama de Elche
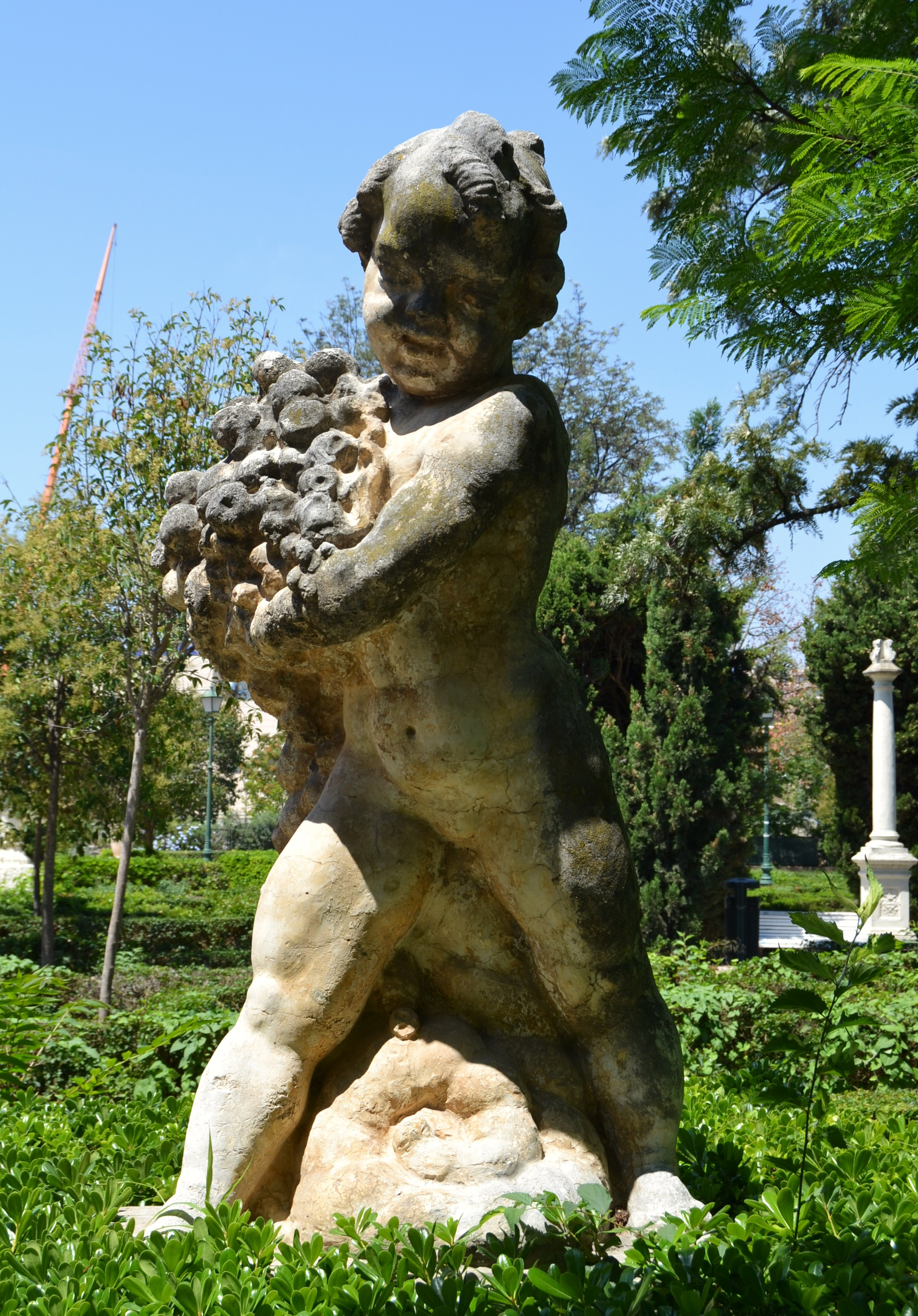
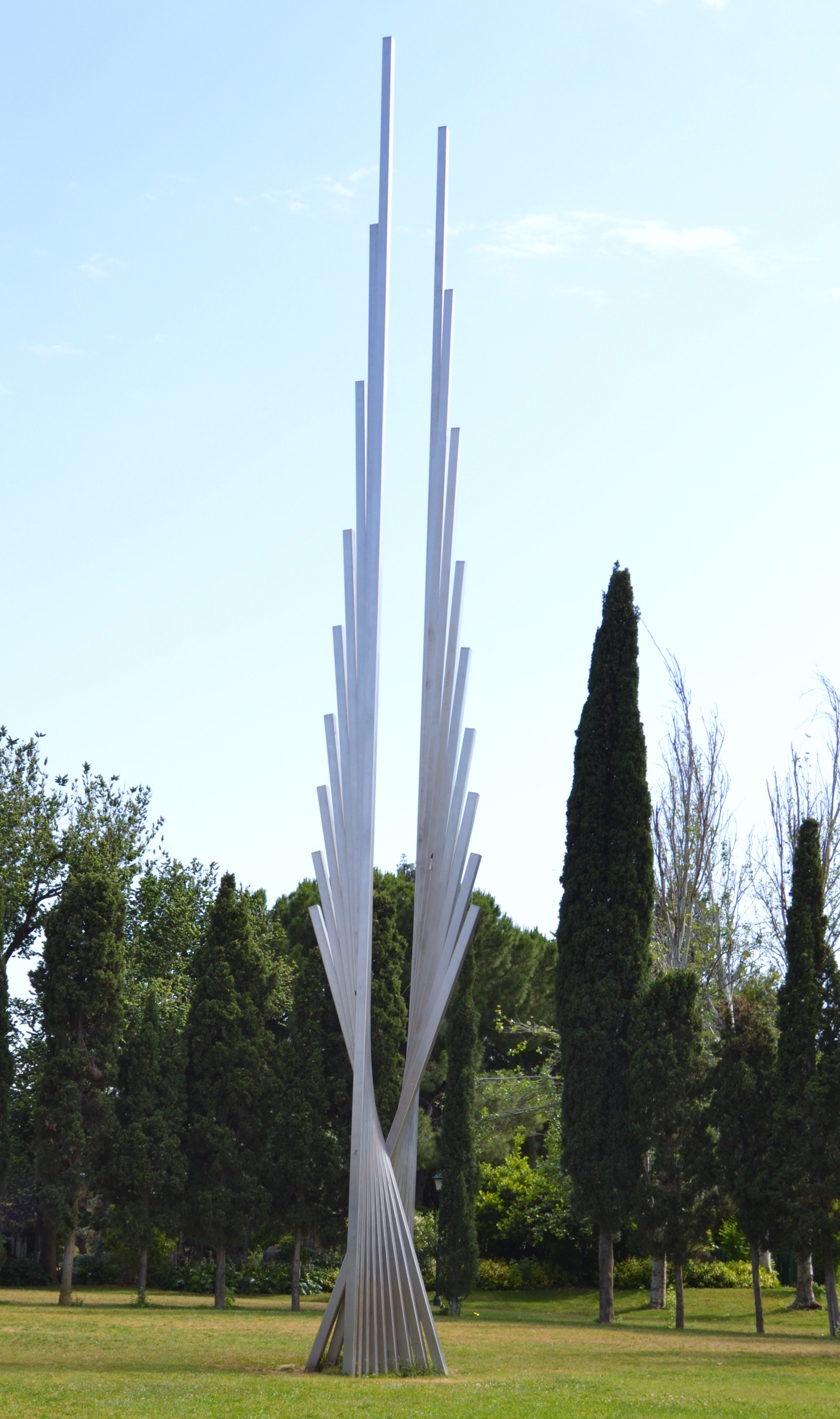
Monumento a Ausiàs March, de Andreu Alfaro
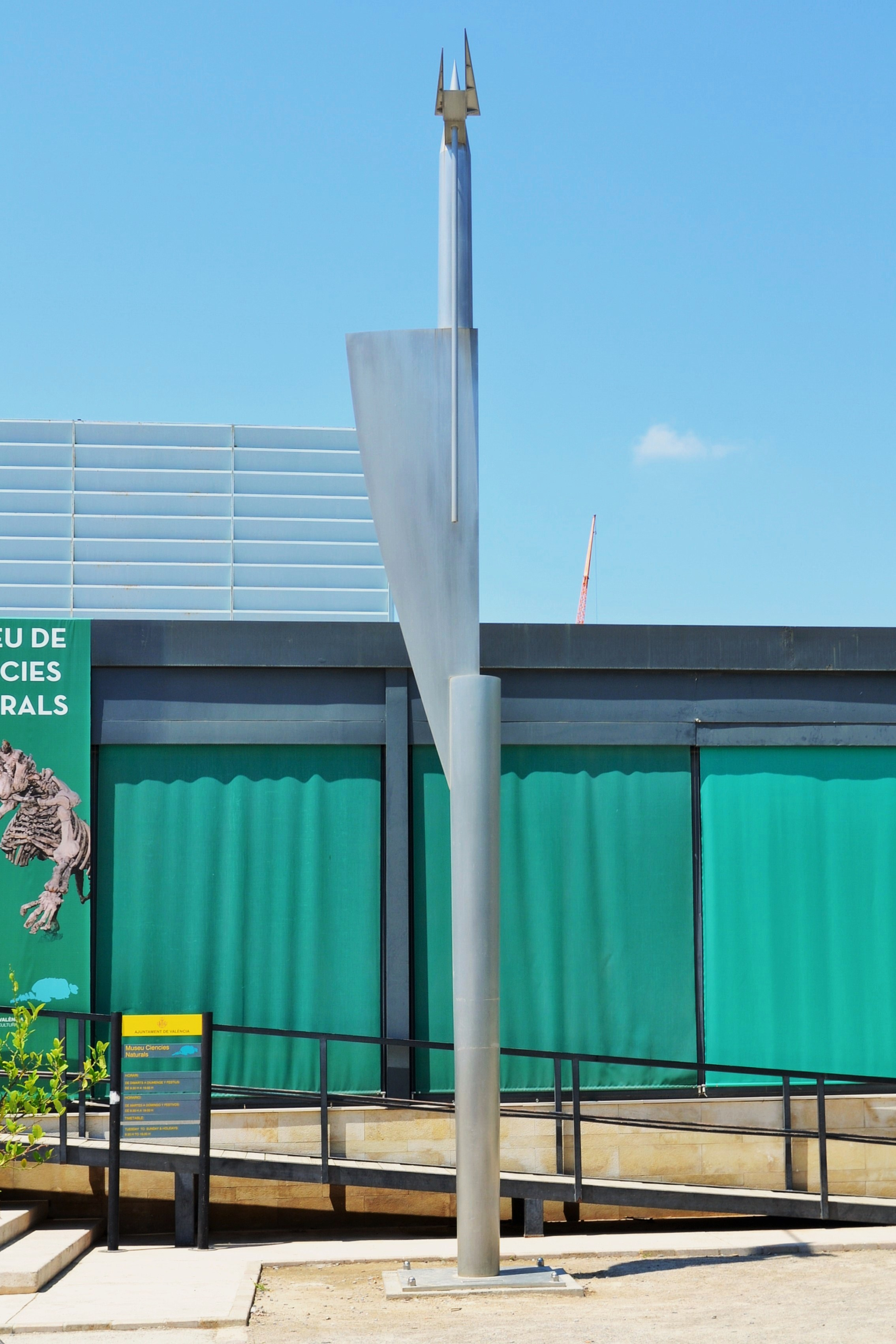
Home Guaita, de Miquel Navarro

Bustos en el parque
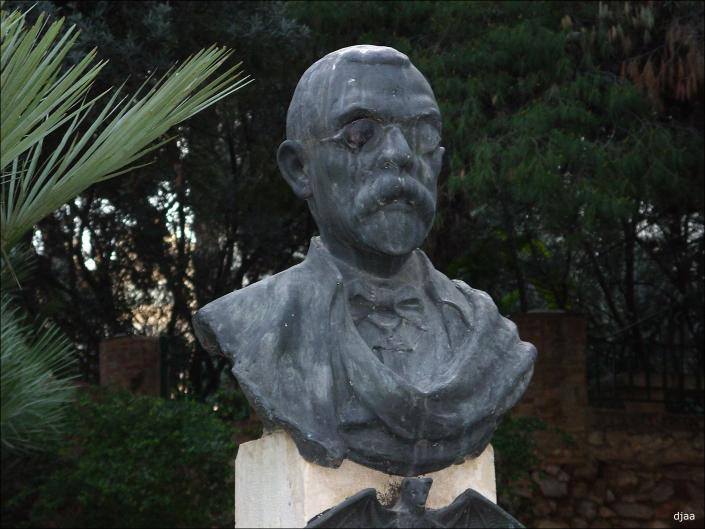
Constantí Llombart
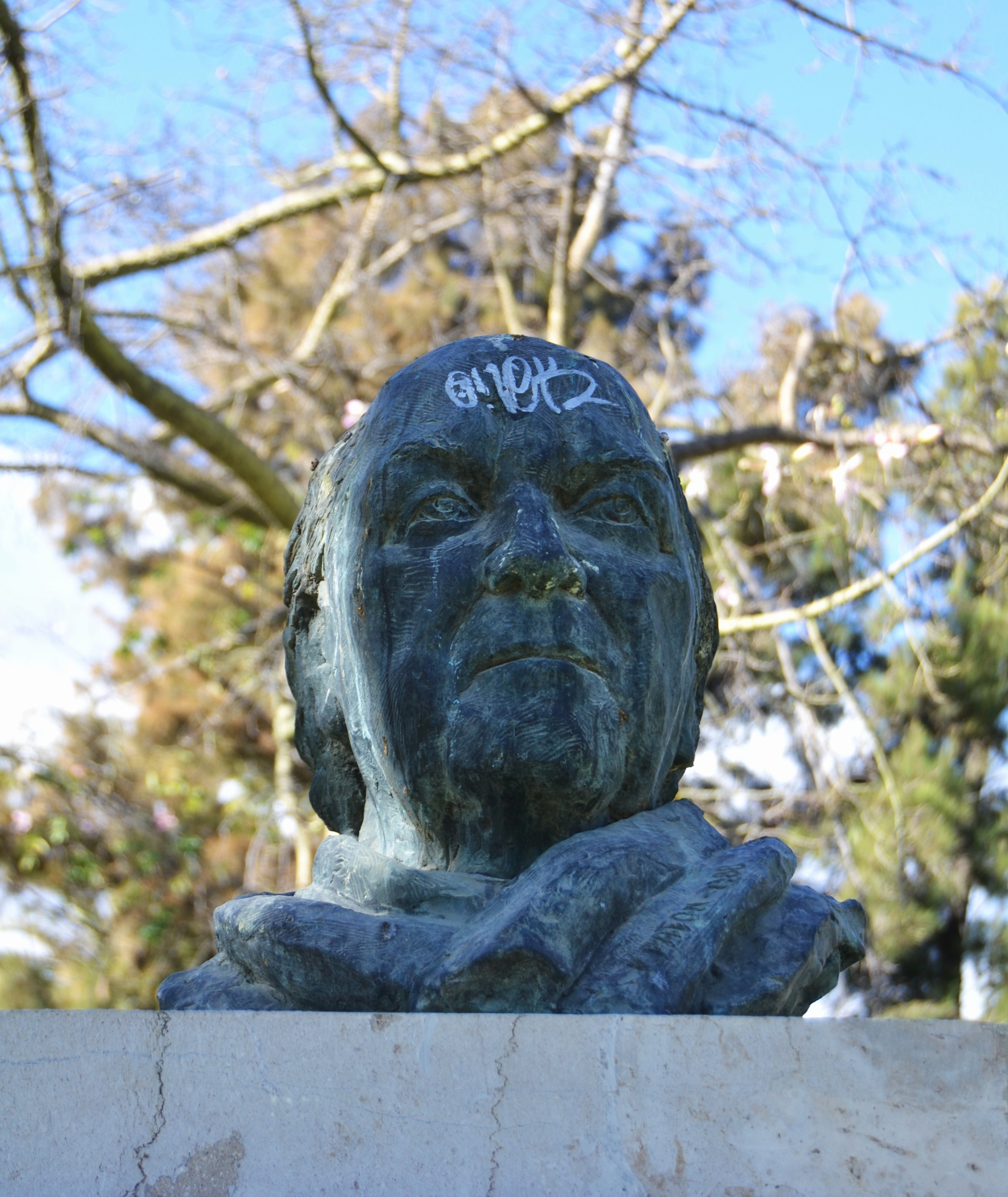
Felipe Garin Ortiz de Taranco
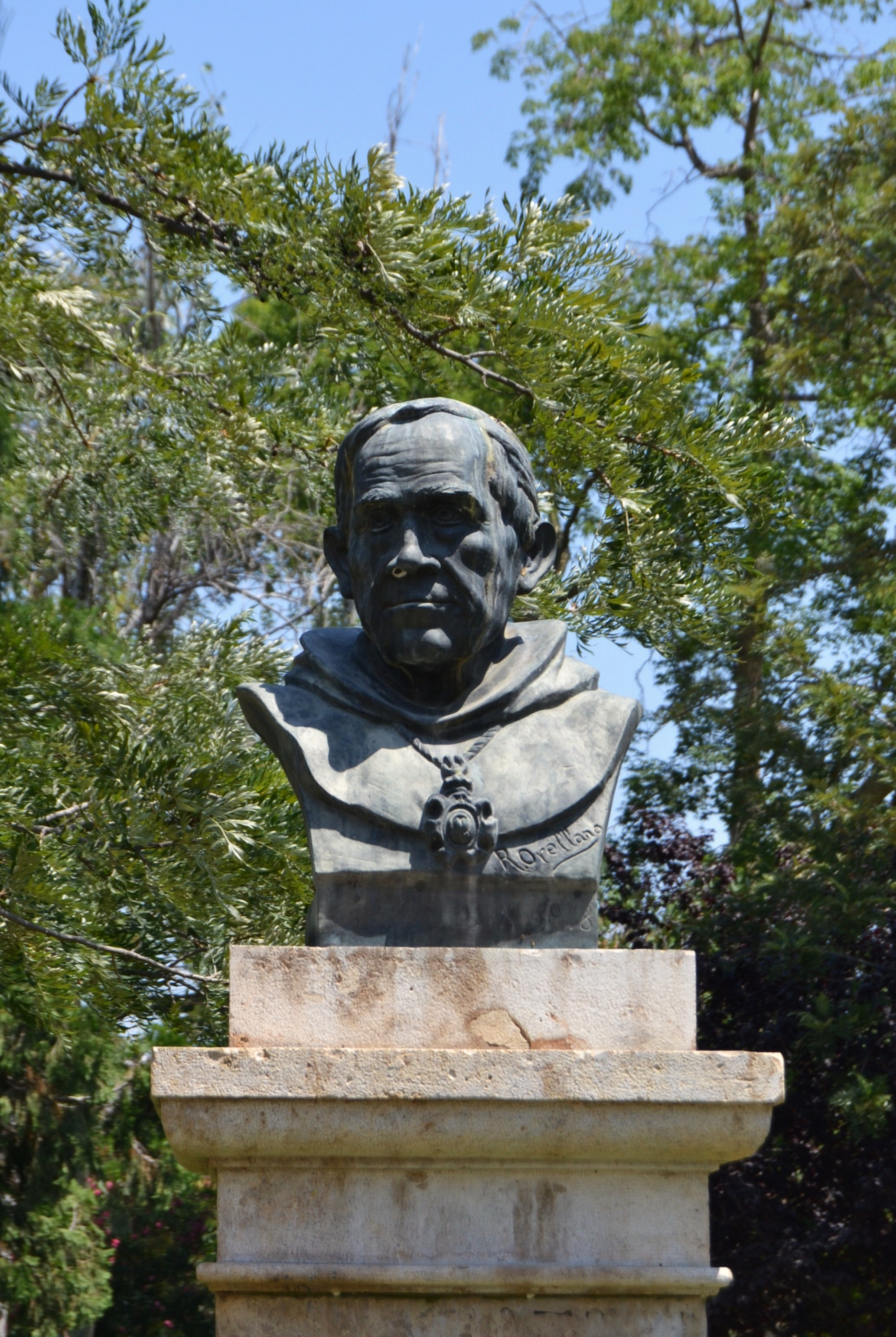
Lluís Fullana
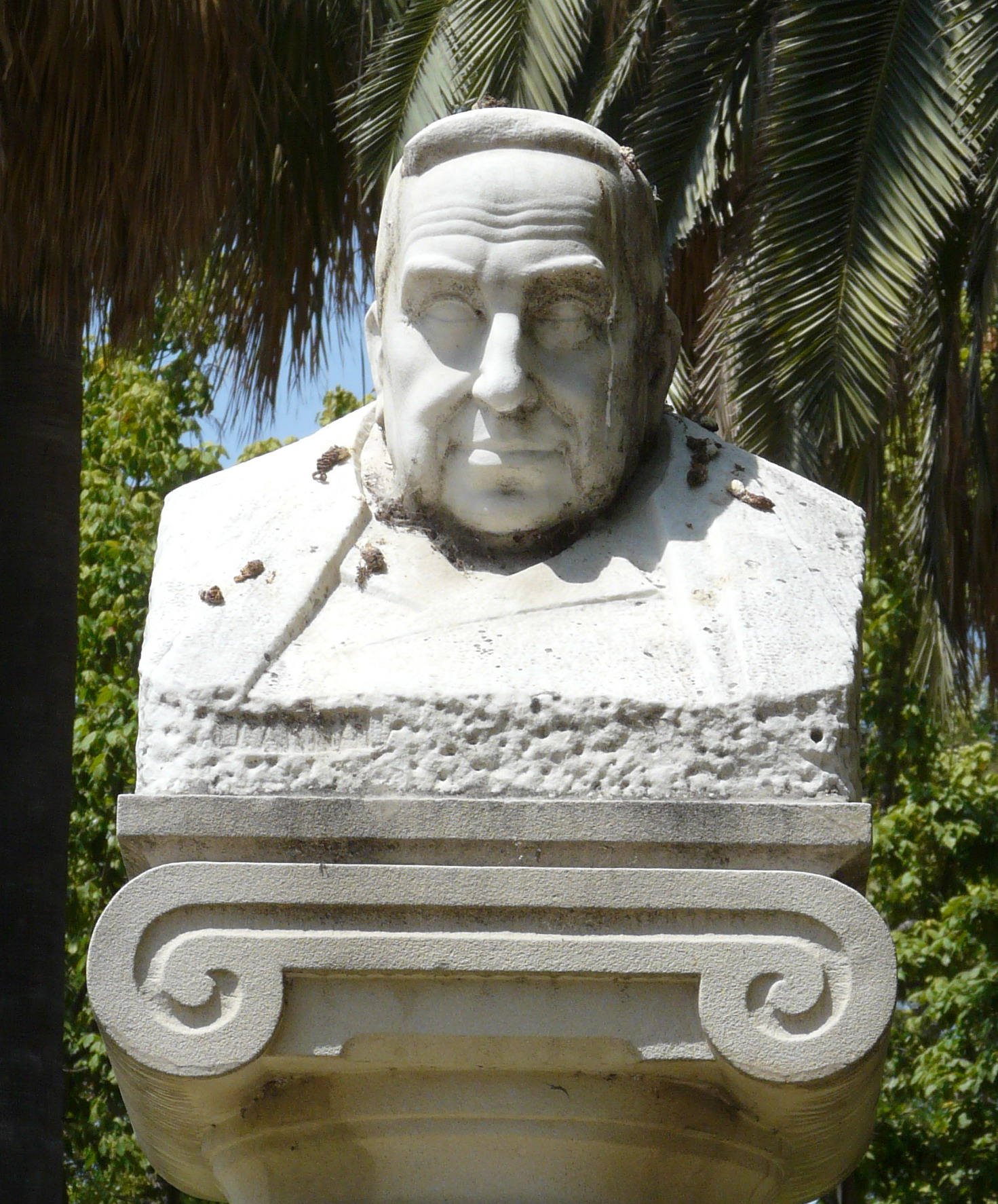